# Gulaganjihalli, Tumkur
Gulaganjihalli là một làng thuộc tehsil Tumkur, huyện Tumkur, bang Karnataka, Ấn Độ.